# 若年層ターゲットゾーン
若年層ターゲットゾーン（じゃくねんそうターゲットゾーン）は、NHK総合テレビジョンが2022年度から展開した平日 22:45 - 23:30の枠の呼称である。「若年層ターゲットゾーン」の名称は2023年度以後は公式的には表記されていないが、編成の趣旨はそのまま引き継がれているため、その編成についても当記事で含有する。
NHKはテレビ離れが深刻とされる10代から20代にかけての若者層をターゲットに、「時間の短いコンテンツが好まれる傾向にある。朝ドラのように見ていただければ」（正籬聡放送総局長）として、月 - 木曜 22:45 - 23:00に、NHKのプライムタイム枠（連続テレビ小説のBSでの再放送は除いて）としては16年ぶりに再開する帯ドラマ枠「夜ドラ」を設けるほか、23時台にも開発枠として放送された番組などのコンテンツを日替わりで配置し、一部の番組を除き概ね1クール（3か月）単位で視聴者の意見も汲みながら臨機応変に編成を入れ替えるなどの対応を整えていくとしている。

## 放送番組
| 年度 | 時間帯                                              | 時間帯                               |
| 年度 | 22:45                                               | 23:00                                |
| ---- | --------------------------------------------------- | ------------------------------------ |
| 2022 | 夜ドラ（月曜〜木曜） 日替わり番組（金曜）           | 日替わり番組 金曜は22:45から引き続き |
| 2023 | 夜ドラ（月曜〜木曜） 日替わり番組（金曜）           | 日替わり番組 金曜は22:45から引き続き |
| 2024 | 夜ドラ（月曜〜木曜） 日替わり番組（金曜 22:00から） | 日替わり番組 金曜は22:00から引き続き |

### 日替わり番組
| 時間帯   | 時間帯        | 時間帯               | 曜日                                                | 曜日                                        | 曜日                                             | 曜日              | 曜日                                                                                            |
| 時間帯   | 時間帯        | 時間帯               | 月                                                  | 火                                          | 水                                               | 木                | 金                                                                                              |
| -------- | ------------- | -------------------- | --------------------------------------------------- | ------------------------------------------- | ------------------------------------------------ | ----------------- | ----------------------------------------------------------------------------------------------- |
| 2022年度 | 22:45 - 23:00 | 22:45 - 23:00        | 夜ドラ                                              | 夜ドラ                                      | 夜ドラ                                           | 夜ドラ            | ドキュメント72時間 （2023年度まで22:45 - 23:15、2024年度22:00-22:30）                           |
| 2022年度 | 23:00 - 23:30 | 4 - 6月期            | 阿佐ヶ谷アパートメント （第1期）                    | 100カメ （第1期）                           | ヒューマニエンスQ （第1期）                      | 所さん!事件ですよ | 漫画家イエナガの複雑社会を超定義 （23:15 - ）                                                   |
| 2022年度 | 23:00 - 23:30 | 7 - 9月期            | 朝ごはんLab.                                        | ニッポン知らなかった選手権実況中! （第1期） | 笑わない数学 （第1期）                           | 所さん!事件ですよ | 漫画家イエナガの複雑社会を超定義 （23:15 - ）                                                   |
| 2022年度 | 23:00 - 23:30 | 10 - 12月期          | ヒロイン誕生!ドラマチックなオンナたち               | 100カメ （第2期）                           | ゲームゲノム （第1期）                           | 所さん!事件ですよ | 漫画家イエナガの複雑社会を超定義 （23:15 - ）                                                   |
| 2022年度 | 23:00 - 23:30 | （2023年） 1 - 3月期 | ヒューマニエンスQ （第2期）                         | ニッポン知らなかった選手権実況中! （第2期） | 明鏡止水〜武のKAMIWAZA〜                         | 所さん!事件ですよ | 漫画家イエナガの複雑社会を超定義 （23:15 - ）                                                   |
| 2023年度 | 22:45 - 23:00 | 22:45 - 23:00        | 夜ドラ                                              | 夜ドラ                                      | 夜ドラ                                           | 夜ドラ            | ドキュメント72時間 （ - 23:15）                                                                 |
| 2023年度 | 23:00 - 23:30 | 4 - 6月期            | 阿佐ヶ谷アパートメント （第2期）                    | 100カメ （第3期）                           | 天然素材NHK （第1期）                            | 所さん!事件ですよ | 漫画家イエナガの複雑社会を超定義 （23:15 - ）                                                   |
| 2023年度 | 23:00 - 23:30 | 7 - 9月期            | 阿佐ヶ谷アパートメント （第2期）                    | お笑いインスパイアドラマ ラフな生活のススメ | 神田伯山のこれがわが社の黒歴史                   | 所さん!事件ですよ | 漫画家イエナガの複雑社会を超定義 （23:15 - ）                                                   |
| 2023年度 | 23:00 - 23:30 | 10 - 12月期          | 超多様性トークショー!なれそめ                       | 100カメ （第4期）                           | 笑わない数学 （第2期）                           | 所さん!事件ですよ | 漫画家イエナガの複雑社会を超定義 （23:15 - ）                                                   |
| 2023年度 | 23:00 - 23:30 | （2024年） 1 - 3月期 | 天然素材NHK （第2期）                               | おげんさんのサブスク堂                      | ゲームゲノム （第2期）                           | 所さん!事件ですよ | 漫画家イエナガの複雑社会を超定義 （23:15 - ）                                                   |
| 2024年度 | 22:45 - 23:00 | 22:45 - 23:00        | 夜ドラ                                              | 夜ドラ                                      | 夜ドラ                                           | 夜ドラ            | ドキュメント72時間 （22:00 - 22:30） 時をかけるテレビ 今こそ見たい!この1本（22:30-23:30を基本） |
| 2024年度 | 23:00 - 23:30 | 4 - 6月期            | ザ・バックヤード 知の迷宮の裏側探訪（セレクション） | ワルイコあつまれ                            | すこぶるアガるビル 明鏡止水 武の五輪（交互放送） | 所さん!事件ですよ | 時をかけるテレビ 今こそ見たい!この1本 （22:30から引き続き）                                     |
| 2024年度 | 23:00 - 23:30 | 7 - 9月期            | tiny desk concerts JAPAN                            | ワルイコあつまれ                            | フロンティアで会いましょう!                      | 所さん!事件ですよ | 時をかけるテレビ 今こそ見たい!この1本 （22:30から引き続き）                                     |